# Station Schijndel
Station Schijndel (Sdl) is een voormalig station aan het Duitse Lijntje te Schijndel.
Het station werd geopend op 15 juli 1873 en gesloten op 1 augustus 1950. Het stationsgebouw uit 1872 bestaat nog steeds.
Met de aanleg van de spoorlijn Boxtel - Wesel kreeg Schijndel een eigen station in het nieuwe uitbreidingsgebied Roderheide sectie F. Het dateert uit 1872 en is opgetrokken in waterstaatsstijl. De gevel is witgepleisterd en aan de achterzijde treft men hardsteen met dorpels. Men bracht zesruits vensters aan met getoogd bovenlicht. De erkerachtige rechthoekige uitbouw met terras zal in de jaren twintig van de twintigste eeuw zijn toegevoegd. De bovenlichten zijn in kleine roeden onderverdeeld. Het dak is een zogenaamd zadeldak met Romaanse pannen. Het klein vierkant gepleisterd gebouwtje fungeerde als toilet. Het is uitgevoerd met getoogde houten deuren. Een gevelsteen vermeldt het bouwjaar 1872. Het was een station van de Noord-Brabantsch - Duitsche Spoorwegmaatschappij bestaande uit een woning annex lokaliteiten voor de stationsdienst.